# 上田竹翁

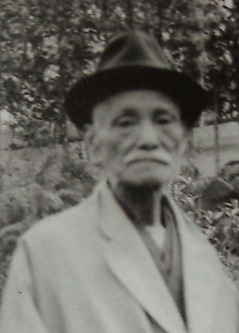
上田竹翁

上田 竹翁（うえだ ちくおう、本名：上田寅之助、箸尾寅之助、号：竹軒樂人、1866年（慶応2年） - 1941年（昭和16年））は、明治・大正・昭和期に活躍した文人。写真研究家。『藝術冩眞』主幹、「コダック 研究会」幹事。

## 親族
父は上田文斎（幼名：兵司、号：維暁）といい、適塾や舎密局（京都大学の前身）に学び、和漢蘭学を修めた儒医であり、この父の代まで十三代にわたって大阪で儒医として郷学を指導し医療にあたっていた。幕末から上田家は、鴻池家と深い関係にあり、さまざまな藩の藩主お目見えの役職にあったことから、大名貸の取立てを手伝うなどしていた。女系での姻戚関係もあったと言われる。
実兄に洋雑貨商として莫大な財をなし、のちに朝鮮に渡り「京城の帝国ホテル」と呼ばれた高級料亭「白水」を作った野々村藤助（本名：謙吉、長男）がおり、戦前の四大写真材料商の一角を占める「上田写真機店」を興した上田貞治郎（次男）、また青木嵩山堂を興した青木恒三郎（三男）がいる。青木嵩山堂は、幸田露伴の『五重塔』や、硯友社の山田美妙の多くの作品を出版した、関西出版界の雄である。父上田文斎にも、山田美妙との共著がある。
曾孫に哲学者の清水高志がいる。。

## 経歴
竹翁は船場に育ち、13歳で鴻池家の別家箸尾家を嗣ぎ、箸尾寅之助と名乗った。まだ今橋2丁目17番地の鴻池本邸に居住していた1887年（明治20年）、21歳のとき、『新訳和英辞書』という和英辞書を編纂した。これは医師として接した患者の日本語から多くを学んだヘボンの和英辞書が日本語に難のあるものであり、文語を解する当時の教養ある日本人の感覚にそぐわないものであるのを意識し、文筆家としての彼の感覚で訳語を選定し、項目をあらたに作った画期的なものであり、日本人の手によって作られた最初の本格的な和英辞書であった。六百四十五ページで全17,283項目を収録し、ヘボン版の第三版にも含まれない約二千三百語の新しい項目や訳語を収めたものであった。
寅之助は鴻池家の家庭教育によってさまざまな教養や趣味を身につけ、江戸期の浪華の文人、もしくは町人学者的な傾向を色濃く残していた。彼の辞書の、たとえば「満干（ミチヒ）」の項目には、鴻池家とゆかりの深い懐徳堂の代表的町人学者、山片蟠桃の天文図そっくりの図が描かれている。
海底電信や土星の図などがある一方で、狒々や猩々などの動物や、鳥獣類の図像、解剖図なども充実しており、本草学の影響を強く受けた百科事典としての性質が窺われる。寅之助とほぼ同世代で、のちに『日本大百科辞典』を編集し三省堂から刊行した齋藤精輔も、この翌年英和辞典を編集、出版している。辞書づくりは、エンサイクロペディア志向をもった当時の日本の出版人にとって、みずからの理想を実現するために可能な唯一の事業であった。
寅之助は、その後高麗橋2丁目で洋雑貨商「竹屋」を営んだりするものの、鴻池家の別家当主としての本業は放擲し、文人・趣味人として生きる道を選ぶ。1893年（明治26年）に『手風琴独案内』という、アコーディオン演奏に関する書物を著し、1万部以上売り上げる評判となった。彼はここで西欧音階を意識し、従来の工尺譜では表現しきれない、拍や音の長さにも十分に留意したかたちで、清楽などの古い東洋音楽を楽譜化することを試みており、また同時期により本格的な清楽の諸楽器（月琴、胡琴、清笛）の教本も著わしている。
同じ1893年（明治26年）に、寅之助は『漁釣新書　附:魚鼈繁殖孵化及金魚飼育法』、『小禽狩猟新書　附:小鳥飼養法』（安倍精一郎著）を編集し、相次いで青木嵩山堂から刊行した。豊富な挿画によって飾られ、『和漢三才図会 』への言及もみられるこれらの書物は、素人が趣味で実践するための手引き書というよりは、むしろ漁労や狩猟にまつわる民俗誌としての色あいが強いものである。
また、日本で奈良時代から上流社会の婦女子の遊戯、嗜みであった盤双六の定石についての本（『新撰雙陸独稽古』）を1897年（明治30年）に青木嵩山堂から出版している。盤双六は西洋でいうバックギャモンにあたり、江戸後期にはすでに廃れていたゲームであった。さらに1898年（明治31年）には、煎茶道に関する小著『煎茶早学』上下巻を刊行。煎茶道や清楽は、徳川後期の上方の文人趣味には不可欠のものであった。寅之助の興味は、喪われゆく同時代のものや古いものを、編纂し体系化して残そうとするところにあったものと思われる。

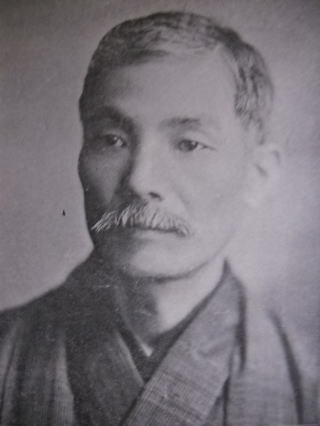
明治43年ごろの上田竹翁

1903年（明治36年）、次兄上田貞治郎が創業した「上田写真機店」の社員となり、その出版・編集部門をおもに担当して、『写真要報』など、写真術に関する多くの書物を著わした。1910年（明治43年）には上田編輯部で、シュルツ・ヘンケによって考案された写実鉛筆画の技法（レタッチング）を、写真修正の技術としてわが国に最初に紹介している。写真術を主題とした彼の書籍の数は現在確認されているだけでも25冊を超え、おそらく30冊は下らないであろうと思われる。1920年（大正9年）にはそれらの集大成として、アルファベット順に写真術にまつわるあらゆる項目を網羅・分類し、解説した名著、『冩眞術百科大辞典』を、上田写真機店から刊行した。こうして彼は、同時期の代表的な写真術研究者、啓蒙家としての地位を確かなものとしていくが、その序文から察するに、前年に三省堂の『日本大百科辞典』が全巻の出版を終えたことにも、相変わらず強い対抗心を燃やしていたようである。
1921年（大正10年）には、海外の「芸術写真」の動向を睨んで、次男の箸尾文雄、写真家の不動健治らとともに「藝術冩眞社」を興す。これは同年とはいえ、東京の福原信三の「冩眞藝術社」に先立つものであった。雑誌『藝術冩眞』 を刊行し、主幹として活躍して西欧の先端理論の紹介や写真家の発掘につとめた。竹翁は、「コダック研究会」の幹事をもつとめ、コダックの作画法について、郵便による質疑応答を積極的に行い、さまざまな技術を通信教育によって伝授、普及させた。彼は写真術を芸術水準に高めるために尽力し、「日本冩眞学院」の講師もつとめた。
またこの頃、重ねられたセルロイドの円盤を回転させて自動的にカメラの露出時間を割り出すための「万能露出計」を自ら改良、考案し、製作販売している。これは1970年頃まで実際に用いられた計算尺式露出計の、より原始的な形態であった。しかし竹翁のものには近景のコントラストを鮮明に、遠景をより曖昧に捉え、空気遠近法の効果を狙おうとする彼のこだわりが感じられる。
当時の彼は、英国の写真家で理論家、ジャーナリストでもあったAlfred　Horslay　Hinton (1863-1908)の芸術写真理論に傾倒し、Hintonの主著"Practical Pictorial Photography."や伝記を纂訳する仕事にも携わった。また、廉価本で月一冊のペースで写真術に関する本を著すなど、夥しい著作を残している。
その後はユナイテッド・アーティスツ配給の洋画の字幕翻訳を担当したり、また鴻池家の次男で、後年浄瑠璃研究の天才と呼ばれることになる鴻池幸武の家庭教師をして英語を教えたりして余生を送った。1927年（昭和2年）には、海外での映画技術の発展を受けて、『家庭活動写真術』を著わし、家庭活動写真（ホームムービー）の国内への普及を図った。この著書で彼は、ピクトリアリスムの画面構成の理論を映画に応用することを提唱し、家庭内での子供の発育の記録や、外科手術の技術教育、博物学、スポーツの指導などに活動写真を用いることを提案している。
また竹翁はピクチュア・ライブラリー事業を日本で始めることを構想し、事業所（家庭活動写真フィルム交換所）を設立しつつあることを『家庭活動写真術』で述べている。これは当時アメリカで劇場用映画を十六ミリフィルムに縮小して供給していたことにヒントを得て考えられたもので、利用者が十六ミリの映画をまず格安で買取り、見終わったフィルムを傷がない状態で交換所にもちよれば、別のフィルムと交換してもらえるという仕組みであった。内容は「西洋もの喜劇、戯曲、漫画、産業、旅行、名所、科学、教育などのフィルム」はもちろん、日本ものとして「阪妻、百々之助、林長二郎等の剣劇から、新旧の演劇、日本の名所もの教育、時事の出来事などのフィルム」を格安で供給しようとしたものであった。さらに小プロダクションを作り、供給用にあらたな日本劇を撮影することも計画した。
彼は兄の貞治郎と同じく、クリスチャンでもあった。姪（貞治郎の娘）に大阪のファッション・デザイナーの先駆けで、服飾専門学校（上田安子服飾専門学校）の経営でも成功し、山崎豊子の小説『女の勲章』の主人公のモデルになった、上田安子がいる。

## 語録
「破軍星　ハグンシャウ　Great　bear」
「光Light,蔭Shade,および影Shadowのあいだには著しい関係あり、蔭は光より暗く、影は蔭よりなお暗し。（中略）蔭と影を混同すべからず」
「蔭なき白紙は光あらず」
「緻密の制限　建築物あるいはいかなる他の目的物に成功すべきすべてのことは明らかに自然の思想を顕すにあり、建築物に新旧いずれも、石の組織が正しきも形状不規則なるも、これを示すに十分に運ばれたるとき、一個ずつ石を描くは全体の描写に重要なるものにあらず、ゆえに観者は構造に関して暗示せらるるものを認むるのみ、正しき再顕は満足なる類似に必要を感ぜず」

## 著書
- 『新訳和英辞書』箸尾寅之助纂訳、青木嵩山堂、明治20年（1887年）9月
- 『和英ダイヤモンド』箸尾寅之助纂訳、青木嵩山堂、明治20年（1887年）12月
- 『手風琴独案内』第一集・第二集、箸尾竹軒、青木嵩山堂、明治26年・27年（1893年・1894年）
- 『月琴清笛胡琴清樂獨稽古 』箸尾寅之助、青木嵩山堂、明治26年（1893年）
- 『日本俗曲集 : 月琴清笛胡琴 』箸尾寅之助、青木嵩山堂、明治26年（1893年）
- 『三味線獨習之友』箸尾寅之助、青木嵩山堂 、明治27年（1894年）
- 『印京城図』箸尾寅之助編、青木嵩山堂、明治27年（1894年）
- 『手風琴獨案内征清歌曲集』箸尾竹軒、青木嵩山堂 、明治29年（1896年）
- 『手風琴獨案内流行歌曲集』箸尾竹軒、 青木嵩山堂、明治30年（1897年）
- 『新撰雙陸独稽古』竹軒樂人、青木嵩山堂、明治30年（1897年）
- 『煎茶早学』上下巻、竹軒樂人、青木嵩山堂、明治31年（1898年）
- 『実地冩眞術 : 通信教授 』上田寅之助、上田写真機店、明39年（1906年）
- 『シュルツ、ヘンケ氏冩眞修整術』上田編輯部編訳、上田写真機店、明治43年（1910年）
- 『実地応用 : 冩眞術独案内』上田寅之助、上田写真機店、明治44年（1911年 ）
- 『ポケット冩眞術』上田竹軒、青木嵩山堂、明治44年（1911年）
- 『魔法的冩眞術』上田竹翁、上田写真機店、大正3年（1914年 ）
- 『掌中冩眞家必携』上田竹翁、上田写真機店、大正7年（1918年）頃
- 『通俗冩眞術』上田竹翁、上田写真機店、大正7年（1918年）頃
- 『最新印画法全書』上田竹翁、上田写真機店、大正7年（1918年）頃
- 『家庭人像冩眞術』上田竹翁、上田写真機店、大正7年（1918年）頃
- 『閃光夜間冩眞術』上田竹翁、上田写真機店、大正7年（1918年）頃
- 『乾板冩眞術』上田竹翁、上田写真機店、大正7年（1918年）頃
- 『冩眞原板修正術』上田寅之助編、自刊、大正7年（1918年）頃
- 『冩眞になるまで』上田寅之助編、自刊、大正7年（1918年）頃
- 『誰にも出来る最新写真術』上田竹軒編、三星社出版部、大正7年（1918年）
- 『コダック冩眞術』上田寅之助編、上田写真機店、大正8年（1919年）
- 『訂正増補コダック作画法: 附・フィルム写真術』上田竹翁、小西六右衛門、大正8年（1919年）
- 『コダツク冩眞新書』上田寅之助編、自刊、大正9年（1920年）
- 『冩眞術百科大辞典』上田寅之助編、上田写真機店、大正9年（1920年）
- 『エ・ホースレイ・ヒントン氏繪畫冩眞の研究』、上田写真機店出版部編、上田写真機店、大正10年（1921年）
- 『速成冩眞術』上田寅之助編、藝術冩眞社用達部、大正10年（1921年）
- 『原板の修整と改良』上田寅之助編、藝術冩眞社（大阪）、大正10年（1921年）
- 『欧米及国産冩眞銘鑑 : 附・冩眞術捷径』上田寅之助編、自刊、大正13年（1925年）
- 『冩眞銘鑑 : 附・冩眞機及冩眞鏡玉撰択』上田寅之助編、自刊、大正14年（1926年）
- 『冩眞藝術のしるべ』上田編集部（竹翁）編、上田写真機店、大正14年（1926年）
- 『家庭活動冩眞術』上田寅之助編、出版者上田竹翁、昭和2年（1927年）

他多数。